# Togo
Togo (uitspraak: [ˈtoɣo]) (voorheen Togoland), officieel de Togolese Republiek (Frans: République togolaise), is een land in West-Afrika dat grenst aan Ghana, Burkina Faso, Benin en aan de Atlantische Oceaan (Baai van Benin).

## Geschiedenis
Het huidige Togo wordt beheerst door de Ewevolkeren (32%) en de Kabyés (16%). De Ewes vestigden zich pas in de 18e eeuw in Togo. Portugezen, Spanjaarden, Denen en Nederlanders vestigden in de 18e en 19e eeuw handelsposten, maar het binnenland bleef onontdekt. De Duitse handelaar Gustav Nachtigal (1834-1885) sloot een verdrag met de voornaamste stamhoofden van de Ewes, waarna Togo onder de naam Duits Togoland een Duits protectoraat werd. Nachtigal bleef tot 1884 in Togo met de titel rijkscommissaris. Het echte koloniale bestuur werd evenwel pas in de 20e eeuw gevestigd. De Duitsers probeerden van Togo een modelkolonie te maken.
Vlak na het uitbreken van de Eerste Wereldoorlog werd Togo door de Fransen en Britten op de Duitsers veroverd (1914). Na de Eerste Wereldoorlog werd Togo een mandaatgebied van de Volkenbond. West-Togo werd aan de Britse kolonie Goudkust (thans Ghana) toegevoegd, terwijl Oost-Togo onder de naam 'Togo' werd bestuurd door de Fransen.
Na de Tweede Wereldoorlog werd de Volkenbond opgeheven waarna beide Togo's VN-trustschappen werden (1946). Beide gebieden bleven daardoor bestuurd door de Britten en Fransen. Brits Togo (dat dus onderdeel was geworden van Ghana) koos in 1956 per referendum voor aansluiting bij Ghana. In 1956 verkreeg Frans Togo autonomie binnen de Franse Unie. Nicolas Grunitzky van de Progressieve Partij van Togo (PTP) werd minister-president. De verkiezingen van 1958 werden echter gewonnen door Sylvanus Épiphanio Olympio's Comité de l'Unité Togolaise (CUT). Olympio werd daarop minister-president. Premier Olympio behoorde tot de Ewes.
Op 27 april 1960 werd Togo een onafhankelijke republiek met Olympio als eerste president en premier. In 1961 werd het ambt van premier afgeschaft. President Olympio hoopte een Unie te vormen bestaande uit Dahomey, Ghana en Togo, omdat in die drie landen de Ewes de grootste bevolkingsgroep vormden. Dit bleek echter niet mogelijk. President Olympio's politiek was vooral pro-Ewe, wat hem de woede op de hals haalde van de andere bevolkingsgroepen.
Met behulp van het leger pleegde ex-premier Nicolas Grunitzky in januari 1963 een staatsgreep waarbij president Olympio om het leven kwam. Grunitzky werd op 15 januari 1963 president van de republiek. Grunitzky's beleid – ondersteund door zijn Togolese Volksbeweging – bleek echter nauwelijks af te wijken van dat van Olympio. Ook onder Grunitzky werden vooral de Ewes voorgetrokken. Op 14 januari 1967 trok het leger de macht naar zich toe en werd generaal Étienne Eyadéma president en minister van Defensie. Om de rust en orde te herstellen en een burgeroorlog tussen de verschillende bevolkingsgroepen te voorkomen, werden politieke partijen (die praktisch allemaal etnisch georganiseerd waren) en vakbonden verboden. In november 1969 richtte Eyadéma een eenheidspartij op, de Rassemblement du Peuple Togolais (RPT). De RPT moest alle volkeren omvatten en stelde het tot haar doel eenheid te creëren. Het regime van Eyadéma was corrupt en de mensenrechten werden geschonden. Economisch ging het Togo in de jaren zeventig voor de wind en het was er redelijk stabiel. In de jaren zeventig werden de fosfaatwinningsbedrijven genationaliseerd. (Fosfaat is een van Togo's belangrijkste exportproducten.)
In de jaren tachtig ging Togo economisch achteruit en nam de onvrede onder de bevolking toe. Er werden meerdere, mislukte aanslagen op het leven van president Eyadéma gepleegd. In 1991 stond de president de vorming van politieke partijen naast de RPT toe. De trage invoering van een nieuwe grondwet leidde in 1992 tot ernstige botsingen tussen voor- en tegenstanders van president Eyadéma. In september 1992 werd er een mislukte staatsgreep gepleegd door het leger. Ruim 200.000 mensen sloegen op de vlucht. Bij de parlementsverkiezingen werd de oppositiepartij 'Comité Actie door Vernieuwing' (CAR) de grootste partij. In 1996 wist de RPT echter weer de meerderheid te behalen. Bij de verkiezingen daarna won de RPT telkens weer.
Op 5 februari 2005 overleed president Eyadéma na een regeringsperiode van 38 jaar. Het leger greep de macht en installeerde zijn zoon Faure Eyadéma als president. Dit alles ging in tegen de grondwet van Togo, volgens welke de parlementsvoorzitter waarnemend president zou moeten worden. De Organisatie voor Afrikaanse Eenheid (OAU) reageerde met een boycot. Onder pressie van de OAU en o.a. Frankrijk trad Faure Eyadéma op 25 februari 2005 af en werd opgevolgd door Abass Bonfoh (van de regerende RPT). De nieuwe regering schreef presidentsverkiezingen uit voor 24 april 2005. Faure Eyadéma stelde zich kandidaat voor het presidentschap en won deze. In maart 2010 werd hij herkozen, waarna tegenkandidaat Jean-Pierre Fabre van de "Verenigde Krachten voor Verandering" de regering beschuldigde van fraude en manipulatie. In 2020 kreeg Togo voor het eerst een vrouwelijke regeringsleider, te weten Victoire Tomegah Dogbé.

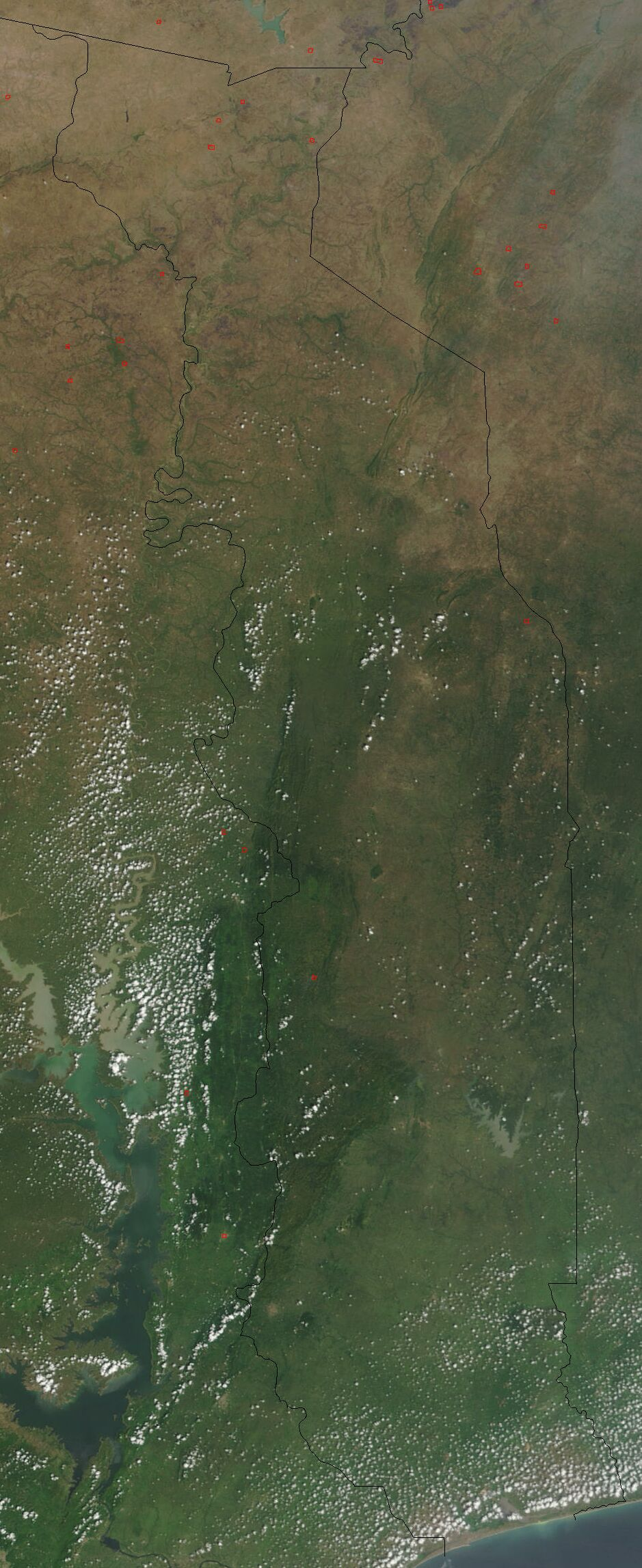
Satellietbeeld van Togo

## Geografie
- lengte landgrenzen: 1647 km (Benin 644 km, Burkina Faso 126 km, Ghana 877 km)
- kustlijn: 56 km
- hoogste punt: Mont Agou 986m.
- laagste punt: Atlantische Oceaan 0 m.
- delfstoffen: fosfaat, leisteen, marmer
- Steden: zie lijst van plaatsen in Togo

## Bestuurlijke indeling
Togo is ingedeeld in vijf regio's: Centrale, Kara, Maritime, Plateaux en Savanes. Deze regio's bestaan uit in totaal 23 prefecturen, die weer verder verdeeld zijn in gemeenten. Lomé is een gemeente die niet onder een prefectuur valt.

## Staatsinrichting
Na de staatsgreep van 1967 werd de grondwet opgeschort en het parlement ontbonden. In 1971 werd uit het Centrale Comité van de Rassemblement du Peuple Togolais (RPT), de eenheidspartij, een nationale raad gevormd dat als 'parlement' optrad. In 1980 kreeg Togo een nieuwe grondwet en werd het parlement hersteld. Als enige partij werd alleen de RPT toegelaten. In 1992 werd de grondwet vervangen door een nieuwe grondwet en werd het meerpartijenstelsel ingevoerd.
Togo is een republiek met een sterke positie voor de president. De wetgevende macht wordt uitgeoefend door de uit 81 leden bestaande Assemblée Nationale die voor 5 jaar via algemeen enkelvoudig kiesrecht wordt gekozen. Er bestaat een meerpartijenstelsel. De voornaamste partijen zijn de Unie voor de Republiek (regeringspartij), het Comité Actie voor Vernieuwing (CAR), de Togolese Vooruitgangspartij (PTP), het Comité voor een Verenigd Togo (CUT), de Coördinatie van de Nieuwe Krachten (CFN), de Togolese Volksbeweging (MPT) en de Togolese Unie voor Democratie (UTD). De voornaamste oppositieleider is Gilchrist Olympio, zoon van wijlen Sylvanus Olympio, president van 1960-1963.
- staatshoofd: president Faure Gnassingbé, sinds 4 mei 2005
- regeringsleider: Victoire Tomegah Dogbé, sinds 28 september 2020
- parlement: Nationale Assemblée (91 leden), termijn 5 jaar

## Armoede
Volgens het Ontwikkelingsprogramma van de Verenigde Naties leeft in Togo 32,3% van de bevolking onder de armoedegrens.